# Tampa Bay Buccaneers 2017
La stagione 2017 dei Tampa Bay Buccaneers è stata la 42ª della franchigia nella National Football League e la seconda sotto la direzione del capo-allenatore Dirk Koetter.
Dopo un record di 9-7 nella stagione precedente, la squadra era attesa per un ritorno ai playoff nel 2017 ma scese a un record di 5-11, mancando l'accesso alla post-season per il decimo anno consecutivo. Inoltre i Buccaneers si sono classificati all'ultimo posto nella NFC South per la settima volta nelle ultime nove stagioni.

## Scelte nel Draft 2017
| Scelte dei Buccaneers nel Draft 2017 |        |                     |       |             |
| Giro                                 | Scelta | Giocatore           | Ruolo | College     |
| 1                                    | 19     | O.J. Howard         | TE    | Alabama     |
| 2                                    | 50     | Justin Evans        | S     | Texas A&M   |
| 3                                    | 84     | Chris Godwin        | WR    | Penn State  |
| 3                                    | 107    | Kendell Beckwith    | LB    | LSU         |
| 5                                    | 162    | Jeremy McNichols    | RB    | Boise State |
| 7                                    | 223    | Stevie Tu'ikolovatu | DT    | USC         |

## Staff
| Staff dei Tampa Bay Buccaneers nel 2017 |
| --- |
| Organi dirigenziali - Proprietario/Presidente: Famiglia Glazer - Co-Chairman: Bryan Glazer, Edward Glazer e Joel Glazer - General Manager: Jason Licht Capo allenatore - Dirk Koetter - Assistente – Anthony Perkins Altri allenatori - Preparatore atletico – Dave Kennedy - Assistente - Joe Vaughn - Assistente - Chad Wade Allenatori dell'attacco - Coordinatore offensivo/Wide Receiver – Todd Monken - Quarterback – Mike Bajakian - Running Back – Tim Spencer - Assistente Wide Receiver/Gestione gara – Andrew Weidinger - Tight End – Ben Steele - Offensive Line/Gioco sulle corse – George Warhop - Assistente Offensive Line – Butch Barry - Controllo qualità – Zack Grossi Allenatori della difesa - Coordinatore difensivo – Mike Smith - Defensive Line – Jay Hayes - Assistente Defensive Line – Paul Spicer - Linebacker – Mark Duffner - Defensive back – Jon Hoke - Defensive back – Brett Maxie - Controllo qualità – Dave Borgonzi Allenatori dello special team - Coordinatore dello Special Team: Nate Kazcor - Assistente – Carlos Polk |

## Roster
| Roster dei Tampa Bay Buccaneers nel 2017 |
| --- |
| Quarterback - 14 Ryan Fitzpatrick - 3 Jameis Winston Running Back - 25 Peyton Barber - 32 Jacquizz Rodgers - 34 Charles Sims Wide Receiver - 13 Mike Evans - 12 Chris Godwin - 10 Adam Humphries - 11 DeSean Jackson - 18 Bernard Reedy Tight End - 82 Antony Auclair - 84 Cameron Brate - 45 Alan Cross - 80 O.J. Howard - 88 Luke Stocker Offensive Linemen - 77 Caleb Benenoch T - 69 Demar Dotson T - 68 Joe Hawley C - 74 Ali Marpet C - 64 Kevin Pamphile G - 76 Donovan Smith T - 62 Evan Smith G - 73 J.R. Sweezy G - 66 Leonard Wester T Defensive Linemen - 91 Robert Ayers DE - 90 Chris Baker DT - -- Will Clarke DE - 92 William Gholston DE - 93 Gerald McCoy DT - 98 Clinton McDonald DT - 95 Ryan Russell DE - 96 Sealver Siliga DT - 56 Jacquies Smith DE - 57 Noah Spence DE Linebacker - 58 Kwon Alexander MLB - 51 Kendell Beckwith OLB - 59 Devante Bond OLB - 54 Lavonte David OLB - 53 Adarius Glanton MLB - 52 Cameron Lynch OLB Defensive Back - 23 Chris Conte S - 35 Javien Elliott CB - 21 Justin Evans S - 24 Brent Grimes CB - 28 Vernon Hargreaves CB - 36 Robert McClain CB - 26 Josh Robinson S - 29 Ryan Smith CB - 37 Keith Tandy S - 43 T.J. Ward S Special Team - 9 Bryan Anger P - 2 Nick Folk K - 65 Garrison Sanborn LS Lista delle riserve - 4 Ryan Griffin QB (IR) - 75 DaVonte Lambert DT (IR) - 22 Doug Martin RB (Sospeso) - 72 Justin Trattou DE (IR) - 97 Stevie Tu'ikolovatu DT (IR) Squadra di allenamento - 70 Sterling Bailey DE - 49 Riley Bullough LB - 44 Russell Hansbrough RB - 46 Austin Johnson FB - 39 Isaiah Johnson S - 70 Michael Liedtke OL - 72 Marquis Lucas OT - 16 Freddie Martino WR - 41 Jonathan Moxey CB - 46 Eric Nzeocha LB - 85 Bobo Wilson WR 53 attivi, 5 inattivi, 10 nella squadra di allenamento |
| Legenda - I rookie sono in corsivo. - Il primo ruolo è il principale mentre gli eventuali successivi indicano i ruoli secondari. - (IR) sta per Injured Reserve ed indica la lista ristretta per un solo giocatore infortunato che può tornare ad allenarsi dopo la settimana 6 e a rientrare in prima squadra dopo che questa ha giocato 8 partite. - (NF-Inj.) / (NF-Ill.) stanno rispettivamente per Non-Football Injured e Non-Football Illness ed indicano le liste dove viene inserito un giocatore che ha un infortunio o una malattia non dipendente dal football americano. - (PUP) sta per Physically Unable to Perform ed indica la lista dove viene inserito un giocatore mentre è in attesa di recuperare la condizione fisica. Nella stagione regolare dopo la sesta partita giocata dalla propria squadra, il giocatore ha tempo tre settimane per riprendere ad allenarsi, più tre settimane aggiuntive dal suo rientro agli allenamenti per rientrare in prima squadra. |

## Calendario

### Stagione regolare
Il calendario della stagione è stato annunciato il 20 aprile 2017.
| Turno | Data               | Avversario            | Risultato          | Record             | Stadio                        | NFL.com recap      |
| ----- | ------------------ | --------------------- | ------------------ | ------------------ | ----------------------------- | ------------------ |
| 1     | Settimana di pausa | Settimana di pausa    | Settimana di pausa | Settimana di pausa | Settimana di pausa            | Settimana di pausa |
| 2     | 17/9               | Chicago Bears         | V 29–7             | 1–0                | Raymond James Stadium         | Recap              |
| 3     | 24/9               | at Minnesota Vikings  | S 17–34            | 1–1                | U.S. Bank Stadium             | Recap              |
| 4     | 1/10               | New York Giants       | V 25–23            | 2–1                | Raymond James Stadium         | Recap              |
| 5     | 5/10               | New England Patriots  | S 14–19            | 2–2                | Raymond James Stadium         | Recap              |
| 6     | 15/10              | at Arizona Cardinals  | S 33–38            | 2–3                | University of Phoenix Stadium | Recap              |
| 7     | 22/10              | at Buffalo Bills      | S 27–30            | 2–4                | New Era Field                 | Recap              |
| 8     | 29/10              | Carolina Panthers     | S 3–17             | 2–5                | Raymond James Stadium         | Recap              |
| 9     | 5/11               | at New Orleans Saints | S 10–30            | 2–6                | Mercedes-Benz Superdome       | Recap              |
| 10    | 12/11              | New York Jets         | V 15–10            | 3–6                | Raymond James Stadium         | Recap              |
| 11    | 19/11              | at Miami Dolphins     | W 30–20            | 4–6                | Hard Rock Stadium             | Recap              |
| 12    | 26/11              | at Atlanta Falcons    | S 20–34            | 4–7                | Mercedes-Benz Stadium         | Recap              |
| 13    | 3/12               | at Green Bay Packers  | S 20–26 (DTS)      | 4–8                | Lambeau Field                 | Recap              |
| 14    | 10/12              | Detroit Lions         | S 21–24            | 4–9                | Raymond James Stadium         | Recap              |
| 15    | 18/12              | Atlanta Falcons       | S 21–24            | 4–10               | Raymond James Stadium         | Recap              |
| 16    | 24/12              | at Carolina Panthers  | S 19–22            | 4–11               | Bank of America Stadium       | Recap              |
| 17    | 31/12              | New Orleans Saints    | V 31–24            | 5–11               | Raymond James Stadium         | Recap              |

Note
- Gli avversari della propria division sono in grassetto.

## Classifiche

### Conference
| Classifica della NFC 2017                                | Classifica della NFC 2017  | Classifica della NFC 2017 | Classifica della NFC 2017 | Classifica della NFC 2017 | Classifica della NFC 2017 | Classifica della NFC 2017 | Classifica della NFC 2017 | Classifica della NFC 2017 | Classifica della NFC 2017 | Classifica della NFC 2017 | Classifica della NFC 2017 | Classifica della NFC 2017 |
| #                                                        | Squadra                    | Division                  | V                         | P                         | N                         | %                         | DIV                       | CONF                      | PF                        | PS                        | D                         | STR                       |
| -------------------------------------------------------- | -------------------------- | ------------------------- | ------------------------- | ------------------------- | ------------------------- | ------------------------- | ------------------------- | ------------------------- | ------------------------- | ------------------------- | ------------------------- | ------------------------- |
| Vincitori delle division                                 |                            |                           |                           |                           |                           |                           |                           |                           |                           |                           |                           |                           |
| 1                                                        | xyz* – Philadelphia Eagles | East                      | 13                        | 3                         | 0                         | 81,3%                     | 5-1                       | 10-2                      | 457                       | 295                       | 162                       | P-1                       |
| 2                                                        | xyz – Minnesota Vikings    | North                     | 13                        | 3                         | 0                         | 81,3%                     | 5-1                       | 10-2                      | 382                       | 252                       | 130                       | V-3                       |
| 3                                                        | xy – Los Angeles Rams      | West                      | 11                        | 5                         | 0                         | 68,8%                     | 4-2                       | 7-5                       | 478                       | 329                       | 149                       | P-1                       |
| 4                                                        | xy – New Orleans Saints    | South                     | 11                        | 5                         | 0                         | 68,8%                     | 4-2                       | 8-4                       | 448                       | 326                       | 122                       | P-1                       |
| Wild Card                                                |                            |                           |                           |                           |                           |                           |                           |                           |                           |                           |                           |                           |
| 5                                                        | xw – Carolina Panthers     | South                     | 11                        | 5                         | 0                         | 68,8%                     | 3-3                       | 7-5                       | 363                       | 327                       | 36                        | P-1                       |
| 6                                                        | xw – Atlanta Falcons       | South                     | 10                        | 6                         | 0                         | 62,5%                     | 4-2                       | 9-3                       | 353                       | 315                       | 38                        | V-1                       |
| Non qualificate per i playoff                            |                            |                           |                           |                           |                           |                           |                           |                           |                           |                           |                           |                           |
| 7                                                        | Detroit Lions              | North                     | 9                         | 7                         | 0                         | 56,3%                     | 5-1                       | 8-4                       | 410                       | 376                       | 34                        | V-1                       |
| 8                                                        | Seattle Seahawks           | West                      | 9                         | 7                         | 0                         | 56,3%                     | 4-2                       | 7-5                       | 366                       | 332                       | 34                        | P-1                       |
| 9                                                        | Dallas Cowboys             | East                      | 9                         | 7                         | 0                         | 56,3%                     | 5-1                       | 7-5                       | 354                       | 332                       | 22                        | V-1                       |
| 10                                                       | Arizona Cardinals          | West                      | 8                         | 8                         | 0                         | 50%                       | 3-3                       | 5-7                       | 295                       | 361                       | -66                       | V-2                       |
| 11                                                       | Green Bay Packers          | North                     | 7                         | 9                         | 0                         | 43,8%                     | 2-4                       | 5-7                       | 320                       | 384                       | -64                       | P-3                       |
| 12                                                       | Washington Redskins        | East                      | 7                         | 9                         | 0                         | 43,8%                     | 1-5                       | 5-7                       | 342                       | 388                       | -46                       | P-1                       |
| 13                                                       | San Francisco 49ers        | West                      | 6                         | 10                        | 0                         | 37,5%                     | 1-5                       | 3-9                       | 331                       | 383                       | -52                       | V-5                       |
| 14                                                       | Tampa Bay Buccaneers       | South                     | 5                         | 11                        | 0                         | 31,3%                     | 1-5                       | 3-9                       | 335                       | 382                       | -47                       | V-1                       |
| 15                                                       | Chicago Bears              | North                     | 5                         | 11                        | 0                         | 31,3%                     | 0-6                       | 1-11                      | 264                       | 320                       | -56                       | P-1                       |
| 16                                                       | New York Giants            | East                      | 3                         | 13                        | 0                         | 18,8%                     | 1-5                       | 1-11                      | 246                       | 388                       | -142                      | V-1                       |
| Legenda                                                  |                            |                           |                           |                           |                           |                           |                           |                           |                           |                           |                           |                           |
| w — Qualificata ai playoff come wild card                |                            |                           |                           |                           |                           |                           |                           |                           |                           |                           |                           |                           |
| x — Qualificata ai playoff                               |                            |                           |                           |                           |                           |                           |                           |                           |                           |                           |                           |                           |
| y — Vincitrice della division                            |                            |                           |                           |                           |                           |                           |                           |                           |                           |                           |                           |                           |
| z — Qualificata direttamente al secondo turno di playoff |                            |                           |                           |                           |                           |                           |                           |                           |                           |                           |                           |                           |
| * — Vantaggio del fattore campo nei playoff              |                            |                           |                           |                           |                           |                           |                           |                           |                           |                           |                           |                           |

## Premi individuali

### Pro Bowler
Inizialmente Gerald McCoy è stato l'unico giocatore dei Buccaneers convocato per il Pro Bowl 2018. In seguito è stato selezionato anche Kwon Alexander al posto dell'infortunato Bobby Wagner dei Seattle Seahawks.

### Premi settimanali e mensili
- Chris Godwin:

giocatore offensivo della NFC della settimana 17